# Rob Marshall
Pour les articles homonymes, voir Marshall.
Rob Marshall, de son vrai nom Robert Doyle Marshall Jr., est un réalisateur, acteur, producteur et chorégraphe américain né le 17 octobre 1960 à Madison (États-Unis).
Il commence comme danseur et chorégraphe à Broadway avant de se lancer au cinéma quelques années plus tard. Il est révélé en tant que réalisateur grâce au film musical Chicago, adaptation cinématographique de la célèbre comédie musicale de Bob Fosse, qui lui vaut une nomination au Golden Globe, à l'Oscar et au BAFTA du meilleur réalisateur en 2002.
Entre 2010 et 2023, il réalise plusieurs productions pour Disney. Son plus grand succès pour eux étant la comédie musicale Le Retour de Mary Poppins, suite du classique de 1964.
Au cours de sa carrière, il a remporté quatre Emmy Awards et a été nommé cinq fois aux Tony Awards pour ses chorégraphies. Considéré comme l'un des pères fondateurs du nouvel âge d'or du film musical hollywoodien, il est le frère de l'actrice et chorégraphe Kathleen Marshall (en).

## Carrière

### 1979-1999: Débuts comme acteur et chorégraphe à Broadway
Licencié de l'université Carnegie-Mellon, Rob Marshall est très vite attiré par la comédie musicale. Il débute tout d'abord comme acteur et joue dans différentes comédies musicales à succès. C'est ainsi qu'il se trouve à l'affiche de la comédie musicale A Chorus Line mise en scène par Michael Bennett. Un an plus tard, il est au casting de Zorba et Cats.
En 1992, il signe ses premières chorégraphies pour Broadway sur Le Baiser de la femme araignée. L'année suivante, il est nommé aux Tony Awards dans la catégorie « meilleure chorégraphie ». L'année suivante, il crée les chorégraphies des comédies musicales Damn Yankees et She Loves Me. En plus d'être de franc succès critiques, il remporte à nouveau deux nouvelles nominations dans la catégorie « meilleure chorégraphie » aux Tony Awards. Il fait ses débuts de metteur en scène en 1998 en signant, aux côtés du réalisateur britannique Sam Mendes, la triomphale reprise new-yorkaise de Cabaret. À nouveau, c'est un triomphe pour Rob Marshall qui est nommé à nouveau dans les catégories « meilleure chorégraphie » et « meilleure mise en scène » aux Tony Awards.
Trois ans plus tard, il signe les chorégraphies de la comédie musicale : Victor Victoria mise en scène par Blake Edwards et inspirée du film homonyme. Cette collaboration lui permet de travailler avec l'actrice oscarisée Julie Andrews et Tony Roberts qui avait tenu les rôles principaux dans le long-métrage. Un an plus tard, il crée les chorégraphies du téléfilm musical Mrs. Santa Claus avec Angela Lansbury dans le rôle principal et réalisé par Terry Hughes.

### 1999-2005: Débuts comme réalisateur et chorégraphe au cinéma

#### Travail surAnnieet prémices deChicago
Après une carrière de chorégraphe, il se tourne vers une carrière de réalisateur au cinéma. Très vite, ses talents de chorégraphe et son succès à Broadway, convainquent les studios Disney de lui laisser la main pour quatre projets : Il était une fois, Mame une comédie musicale avec Barbra Streisand, Chicago, et un remake de Hairspray.
Il commencera à travailler avec Barbra Streisand sur Mame. De celle qui devait tenir le rôle-titre de son projet, il dira : « Un rôle pour Streisand - et combien de rôles y a-t-il pour elle? Je sais qu'elle a la réputation d'être difficile, mais elle était incroyablement détendue et ouverte. » Mais devra finalement renoncer au projet à la suite d'un caprice de l'actrice, pour se rabattre finalement sur la réalisation de Il était une fois.
Mais là, encore Rob Marshall décide de lâcher la main, car pour lui « Quand on débute, il est important de posséder un projet unique et spécial qui vous différencie des autres. » Il finit par renoncer finalement à porter aussi à l'écran Hairspray et commence à songer à réaliser Rent et un film avec Hilary Swank nommé Chambermaid puis y renonce là aussi. Malgré son retrait son contrat avec Disney survit, puisque les studios lui proposent d'adapter Annie. Trouvant la comédie musicale originale touchante, il accepte et commencera à songer en parallèle à mettre en scène Chicago.
Il débute dans le milieu en adaptant pour le petit écran la comédie musicale Annie. Cette première collaboration pour les studios Disney lui donne l'occasion de travailler aux côtés des actrices Katy Bates et Audra McDonald et de l'acteur britannique Alan Cumming. L'année suivante, il signe les chorégraphies du téléfilm : La Légende de Cendrillon réalisé par Robert Iscove. Le téléfilm a pour vedette les actrices Brandy Norwood, Whitney Houston et Whoopi Goldberg. Le téléfilm produit par Disney s'inspire de la version musicale de Richard Rodgers et Lorenz Hart.

#### De la scène à l'écran, le tournantChicago
Après un bref passage à la télévision, il travaille à partir des années 2000 sur une adaptation cinématographique de la comédie musicale Chicago. Alors qu'il se voit essuyer plusieurs refus et que, selon les critiques, le genre du film musical est « passé de mode », voici que le projet attire bientôt l'attention du producteur multirécompensé et magnat d'Hollywood, Harvey Weinstein. Le producteur lui avait proposé d'adapter la comédie musicale Rent avant que celle-ci ne soit adaptée sur grand écran par Chris Columbus et accepte de produire le film aux côtés de son frère Bob. Au début, le directeur de casting : Nicholas Hytner avait choisi l'actrice Charlize Theron pour tenir le rôle de Roxie Hart. Toutefois, Rob Marshall voyait plus une autre actrice dans le rôle, c'est ainsi que Renée Zellweger a fini par prendre la place de son ainéeaprès qu'il est également proposer le rôle à Pamela Anderson.
Ce premier film musical lui permet alors de tourner avec deux grandes actrices, Renée Zellweger et Catherine Zeta-Jones, et de travailler en collaboration avec le scénariste et réalisateur Bill Condon. Il est également nommé pour la première fois à l'Oscar du meilleur réalisateur et au Golden Globe du meilleur réalisateur en 2003 et Bill Condon est nommé à l'oscar du meilleur scénario adapté. En plus d'être un grand succès critique, le long-métrage remporte 6 Oscars. La même année il fait partie de l'équipe réalisation de la suite des Kennedy Center Honors, il y retrouve à l'occasion l'actrice Julie Andrews qui l'a déjà dirigée.

#### Memoirs of Geisha:Rob Marshall et le film d'époque
Deux ans plus tard, il est de retour avec un second film très différent, Mémoires d'une geisha, qui se fait remarquer aux Oscars et lui permet également de travailler avec Steven Spielberg, qui a en effet produit le film. Pour ce film, il ne tourne uniquement qu'avec des acteurs chinois ou japonais et offre le rôle principal à la jeune Zhang Ziyi qui remporte le Bafta de la meilleure actrice et une nomination aux Golden Globes. La même année, il participe au documentaire Roman Polanski: Wanted and Desire qui réunit des acteurs comme Mia Farrow, Catherine Deneuve, Nicolas Cage, Meryl Streep et des cinéastes comme Pedro Almodóvar et Stephen Daldry.

### 2009-2011: Echecs et déconvenues

#### Marshall vs Fellini: l'échec retentissant deNine
En 2009, il est de retour avec un nouveau film musical : Nine (adaptation d'une comédie musicale, elle-même adaptée du film italien Huit et demi de Federico Fellini), à nouveau produit par Harvey Weinstein et Marc Platt. Ce film, qui lui permet de revisiter un classique de la scène musicale américaine tout en se faisant un nom aux côtés de célébrités, dont Marion Cotillard, Penélope Cruz, Judi Dench, Nicole Kidman (habituée de ce genre, elle fut révélée grâce au film musical Moulin Rouge) et Daniel Day-Lewis est reçu tièdement autant par la critique que le public, malgré l'énergie que chacune des actrices a apportée au projet. Toutefois ses talents de chorégraphe ainsi que ceux de John DeLuca sont unanimement reconnus, et malgré un mauvais accueil, le long métrage est salué par l'Académie des Golden Globes et des Oscars.
Mais malgré l'accueil tiède que reçoit le film, Rob Marshall peut compter sur le soutien indéfectible de sa distribution prestigieuse. Ainsi, Marion Cotillard prend sa défense et celle du film dans un entretien pour un magazine français : « Les grandes comédies musicales américaines m'ont toujours nourrie. C'est même en les regardant qu'est née l'envie d'exercer ce métier. Quand on apprend que Rob Marshall est associé à un projet, vous ne posez même pas de question. Rob est le plus grand metteur en scène de musicals actuellement. [...] C'est à cette étape [celle des répétitions] que nous avons pu nous rendre compte à quel point Rob avait imprégné le scénario de sa propre vision, explique la comédienne. Alors que la première mouture était plus collée sur le 8 1/2 de Fellini, Rob a tenu à donner à Nine sa personnalité propre, son âme en quelque sorte. Il aurait été plus dangereux, à mon sens, de se coller à l'œuvre originale, qui est un chef-d’œuvre absolu. Il s'agit davantage ici d'une inspiration, d'une évocation ». Elle s'exprime à nouveau dans ce sens trois ans plus tard, en ajoutant : « Peut-être que les gens s’attendaient à quelque chose de plus commercial. J’aime ce film, ce film existe pour toujours, et je sais que Rob aime ce film également et qu’il en est très fier. Je ne sais pas s’il est nécessaire d’expliquer pourquoi ça n’a pas fonctionné ».
Même si l'adaptation cinématographique de Nine est un échec cuisant pour le réalisateur, le producteur Marc Platt souhaite lui confier la mise en scène et l'adaptation cinématographique d'une autre comédie-musicale à succès, Wicked. Après plusieurs négociations, Rob se désengagera du projet et il sera repris par Ryan Murphy, Stephen Daldry puis définitivement par Jon Chu. Pour son adaptation, Rob Marshall souhaitais confier le rôle d'Elphaba à Lady Gaga, de Glinda à Amanda Seyfried et de Fiyero à Shawn Mendes. Ces mêmes rôles échoueront finalement à Cynthia Erivo, Ariana Grande et Jonathan Bailey.

#### Rob Marshall et le film d'aventure
Son travail remarqué attire bientôt l'attention des studios Disney, avec qui il avait collaboré par le passé. Ils lui confient la réalisation du 4e opus de la saga fantastique Pirates des Caraïbes nommé Pirates des Caraïbes : La Fontaine de jouvence. C'est l'occasion de retrouver Penélope Cruz et Judi Dench et de travailler avec Johnny Deep et la jeune Àstrid Bergès-Frisbey. Le film récolte plus de 1 milliard de dollars au box-office mondial lors de sa sortie en 2011. À la suite de ce succès, les studios lui proposent de tourner le nouveau volet : Pirates des Caraïbes : La Vengeance de Salazar. À ce moment-là, Rob a l'idée de réaliser un film de gangsters intitulé The Thin Man, remake de L'Introuvable (1934), ce dernier projet devait signer les retrouvailles du réalisateur avec Harvey Weinstein via sa compagnie The Weinstein Company. Mais le coût financier du projet étant trop élevé, il doit y renoncer et décide donc de rompre son contrat avec Weinstein Company.

### 2014-2023: Comédies-musicales pour les studios Disney

#### Into the Woods: Quand Rob Marshall renoue avec ses racines.
Dix ans avant la sortie de son film suivant, il reçoit un appel du compositeur et paroliers Stephen Sondheim qui lui conseille d'adapter sa comédie musicale Into the Woods pour le grand écran. Admirateur de son œuvre le réalisateur promet de réfléchir au projet. Après son départ de la Weinstein Compagny : le réalisateur propose aux studios Disney de réaliser une nouvelle comédie musicale et ce sera l'adaptation cinématographique de cette dernière avec le retour de James Lapine qui avait écrit le livret à Broadway comme scénariste,,.
La distribution originale devait comporter celle que nous connaissons au début mais avec Emma Stone dans le rôle de Cendrillon. Bien que Rob Marshall trouvât l'actrice très talentueuse, son timbre de voix ne correspondait pas aux timbres des chansons pour le moins aigus. C'est ainsi que l'actrice Anna Kendrick rejoignit le projet.
En 2014, il est officiellement annoncé pour réaliser une adaptation de la comédie musicale Into the Woods : Promenons-nous dans les bois. Il aura donc l'opportunité de tourner aux côtés de Meryl Streep et Emily Blunt, et y retrouver Johnny Depp, à qui il offre le rôle du loup. Pour ce long métrage musical, l'équipe de Rob Marshall se compose du producteur Marc Platt, de James Lapine, qui adapte sa propre comédie musicale, de la costumière Coleen Atwood et du compositeur Stephen Sondheim, connu pour avoir composé la comédie musicale West Side Story, adaptée au cinéma en 1961 par Robert Wise et Jerome Robbins. Le film est nommé au Golden Globe du meilleur film musical ou de comédie.
Six ans plus tard, Anna Kendrick dira de lui : « L'idée de jouer Cendrillon, vulnérable, pleine de cœur et d'espoir, m'a soufflée que Rob Marshall ait vu cela en moi parce que Rob est si différent de moi [...] Il est si généreux. Il est si optimiste. Il voit le bien en chacun et moi, je suis tout le contraire ».

#### Le Retour de Mary Poppins: le défi de faire une suite.
En 1964 le film musical Mary Poppins sort au cinéma. Il devient l'un des plus gros succès critiques des Studios Disney récoltant 5 Oscars et 1 million de dollars au box-office mondial. Peu de temps après sa sortie, Walt Disney souhaite lancer la mise en travaux d'une suite, mais y renonce pour diverses raisons. Dans les années 1980, l'idée est relancée, l'écrivaine et créatrice du personnage Pamela Lyndon Travers travaillant même sur des concepts. De nouveau, l'idée de mettre en scène Le Retour de Mary Poppins est entérinée par la major à la suite du décès de cette dernière, et du départ de Michael Eisner en 2005.
Dix ans plus tard, en janvier 2015, de nouvelles rumeurs commencent à circuler concernant la mise en chantier d'une suite. Le projet est de nouveau d'actualité à la suite des excellents résultats engendré par le film biographique Dans l'ombre de Mary : la promesse de Walt Disney, sorti deux ans auparavant et qui s'épanche sur les coulisses du premier opus. C'est le réalisateur américain Rob Marshall alors en plein tournage de l'adaptation d'Into the Woods (également pour Disney) qui hérite alors du projet. Pour le cinéaste, ce projet était une évidence car c'est grâce au film Mary Poppins qu'est né sa vocation de faire des comédies musicales. Alors âgé de cinq ans sa mère l'avait emmené au cinéma voir le film.

Dès les premiers stades de développement, Rob Marshall reçoit les soutiens des comédiens du premier film : Julie Andrews et Dick Van Dyke. Il est même question un temps d'un caméo des deux acteurs. Si, Dick Van Dyke héritera d'un second rôle, la comédienne et chanteuse britannique Julie Andrews souhaitera ne pas faire d'ombre à sa remplaçante et préfèrera ne pas participer au développement du Retour de Mary Poppins. À l'inverse Richard M. Sherman qui avait co-écrit et composé la musique de Mary Poppins, deviendra sur la suite consultant puisque c'est le duo d'auteurs-compositeurs Marc Shaiman et Scott Wittman qui sont choisis pour écrire les chansons de cette suite.

« Il est tellement joyeux, c'est juste en quelque sorte qui il est. Et il a dit oui si rapidement. Il était ravi d'en faire partie. Quand il est arrivé sur le plateau, il m'a saisi le bras alors que nous marchions. Il a dit : "Je ressens le même esprit ici sur ce plateau que j'ai fait sur le premier film." Et j'ai pensé, OK c'est tout. C'est tout ce que j'ai besoin d'entendre. C'était tout pour moi d'entendre cela de sa part »

— Rob Marshall sur la participation de Dick Van Dyke
Cependant comme les précédents projets de suite Rob Marshall et son équipe se heurtent aux héritiers de Pamela L. Travers qui acceptent à regret le projet d'une nouvelle adaptation des romans et désapprouvent le choix de Lin-Manuel Miranda de jouer dans le film un des rôles centrales, arguant que lors de sa mort Pamela a expressément demandé qu'en cas de nouvelle adaptation ce ne soit que des comédiens britanniques qui jouent ses personnages, comme pour l'adaptation scénique.

Les premières rumeurs concernant la remplaçante de Julie Andrews dans le rôle phare débutent deux mois plus tard. Si, Anne Hathaway, qui avait déjà tenu le rôle de la nounou magicienne dans un sketch de l'émission Saturday Night Live avait été annoncé, le réalisateur dément l'information confiant qu'Emily Blunt était son choix de départ et que le rôle plus proche des romans, avait été conçu pour elle. L'actrice américano-britannique au détour d'un entretien confiera que cette proposition était similaire à une demande de mariage.

« Emily est une actrice brillante, drôle, chaleureuse, à l'esprit vif et aux sentiments profonds. Elle sait aussi chanter et danser. Mary Poppins est un personnage très complexe, quelqu'un de sévère et réservé à l'extérieur mais de chaleureux et enfantin à l'intérieur. Emily a été extraordinaire dans sa capacité à jouer toutes les nuances en accordant à chacune sa spécificité et sa sophistication. Elle a créé sa propre version du personnage, une version très spéciale et très personnelle qui se concentre davantage sur la Mary Poppins excentrique que l'on retrouve dans les livres »

— Rob Marshall sur le choix d'Emily Blunt en Mary Poppins
La suite du casting composé de Meryl Streep (avec qui il signe sa seconde collaboration), Colin Firth, Ben Whishaw et Angela Lansbury qu'il a déjà dirigée quelques années auparavant dans un téléfilm musical de Noël. Dans une de ses nombreuses interviews effectuées pendant la promotion du film, il justifie son choix : « On a pris Angela parce qu’il nous fallait une actrice suffisamment iconique pour interpréter ce rôle en aussi peu de temps à l’écran. »
Le Retour de Mary Poppins sort en décembre 2018 partout dans le monde et connaît un succès positif dans l'ensemble. Aux États-Unis la presse est très élogieuse tandis qu'en Europe les critiques sont au début très bonnes mais deviennent de plus en plus mitigées. En France, Le Parisien estime que « Rob Marshall signe ici son film le plus personnel » mais les critiques sont négatives dans l'ensemble. Quoi qu'il en soit le film reste tout de même une réussite, rien qu'en France il réussit à comptabiliser 1,4 million d'entrées. Quant à Meryl Streep, elle déclarera : « Le film est juste génial, je ne dis pas ça de tous les films que je fais, mais ça n'est pas mon film, c'est le film d'Emily Blunt et de Lin-Manuel Miranda. C'est comme un petit cadeau de Noël pour l'Amérique ». Tandis que Léonard Maltin, qui avait déjà écrit une critique sur le premier volet à sa sortie, trouve le film très réussi et trouve qu'Emily Blunt correspond parfaitement au rôle et que « cette suite semble légitime même si elle est inattendue »,.
Avec le succès du film aux États-Unis et en Europe, les studios Disney songent à un troisième opus avec toujours Rob derrière la caméra. Ce que dément tout de suite Alan F. Horn, alors président des studios Disney, qui néanmoins salue le talent du réalisateur, en particulier sur ce film,. Le film est ensuite nommé dans 4 catégories différentes aux Golden Globes 2019et permet à Rob Marshall d'être nommé une seconde fois dans la catégorie : Meilleur film musical ou de comédie. Aux Oscars le film est nommé dans des catégories uniquement techniques.
Le film sera accusé à sa sortie de prôner une morale capitaliste tandis qu'en octobre 2019 des internautes reprochent à  Emily Blunt d'avoir remplacé l'actrice Julie Andrews et au réalisateur d'avoir saccagé l'héritage de Pamela Lyndon Travers. Les polémiques enflant, Julie Andrews viendra à la rescousse du cinéaste, affirmant en conférence :  « J’ai adoré. Écoutez, le film a été fait il y a cinquante, soixante ans. Je pense qu’il est temps d’accepter l’existence d’un deuxième opus. Sans compter qu’il n’y a pas grand-chose de semblable au premier. Ce n’est pas comme s’ils avaient réécrit l’histoire. Il y avait encore plein de livres de P.L. Travers à exploiter, alors ils ont fait une autre adaptation ». Elle ajoute qu'elle aimerait beaucoup qu'il y ait un troisième volet avec Emily Blunt,.

#### La Petite Sirène: la controverse et l'échec du remake.
Avant de se tourner vers l'adaptation en live-action de La Petite Sirène, son producteur Marc Platt lui propose en premier d'adapter la comédie-musicale Wicked mais cette fois pour Universal, ce qu'il refusera au profit de cette nouvelle collaboration avec Disney.
En novembre 2018 tandis qu'il finalise la post-production de sa précèdent comédie musicale, Bob Chapek qui est alors à la tête des Studios Disney souhaite relancer le projet de remake en prise de vues réelles du classique animé La Petite Sirène (1989) initié deux ans plus tôt et dont Lin-Manuel Miranda et Alan Menken composent déjà l'équipe musicale. Satisfait du travail du réalisateur sur Le Retour de Mary Poppins, Chapek souhaite confier la réalisation à Marshall voyant le parfait atout pour permettre une modernisation de l'œuvre originale tout en restant dans du classisme. Le cinéaste voyant également dans le projet une possibilité de reprendre certaines pistes narratives mises de côté lors de la conception de la version animé, accepte. Pour mener à bien ce projet, Marshall s'entoure de nombreux collaborateurs avec qui il a déjà travaillés. Parmi eux, Marc Platt son producteur fétiche, son époux John DeLuca pour les chorégraphies, ou encore le scénariste David Magee avec qui il vient de boucler Le Retour de Mary Poppins, pour les mêmes studios. Des auditions nationales massives sont alors lancées à travers les États-Unis pour trouver l'actrice qui incarnera Ariel.
En mai 2019, le réalisateur met fin à des mois de rumeurs et de suspens en choisissant la chanteuse Halle Bailey. Peu de temps après l'annonce, le choix connait des controverses en raison des origines et de la couleur de peau d'Halle Bailey. Le réalisateur et les studios ne plient pas et Halle commence aussi tôt un entraînement intensif. Un an avant la sortie en salles du film, Rob Marshall reviens sur ce choix, expliquant avoir auditionné des dizaines d'actrices et avoir retenu Halle Bailey pour sa voix et son talent d'actrice, deux éléments relevés par les premières projection-test. Il explique également ne pas avoir saisi toute la portée de ce choix, trouvant les polémiques autour de la couleur de peau du personnage excessives, mais compréhensibles. Le choix a suscité des tensions et des discussions sur les réseaux sociaux tout au long des trois années de développement du film.
Durant le tournage, le cinéaste décrira ce projet comme son film le plus complexe à concevoir, du fait de la technique : « Je veux dire, c'est un film très compliqué à faire, passer de l'animation à l'action en direct [...] En fait, je pense moins à sa réalisation qu'à la narration,. » Contrairement au conte d'Andersen ou de la version animée, le réalisateur choisit de poser sa caméra en Italie pour le tournage. Ce dernier dure près d'un an et Rob Marshall décrit souvent aux cours d'interviews que ce remake a été « son film le plus compliqué à faire ». Annoncé pour 2020, le film est repoussé à trois reprises à cause de la pandémie de Covid-19, du tournage annulé puis reporté. Il est prévu finalement pour l’année suivante. Au début du mois de juillet 2020, alors que la crise du covid-19 est moins présente, l'acteur Jonah Hauer-King donne une première interview avec l'acteur Sterling Knight pour un magazine américain. Le jeune acteur revient sur son audition passée pour La Petite Sirène ainsi que sur quelques phrases échangées avec le réalisateur de comédie-musicale. Il dit de lui : « Rob est un réalisateur brillant, c'est le rêve de tous les acteurs de tourner avec un réalisateur comme lui parce qu’on apprend beaucoup de lui. Halle (Bailey) est très talentueuse, je me sens chanceux de travailler avec elle ou avec Melissa McCarthy et Javier Bardem. Ce sont des gens géniaux. C'était un rêve de les rencontrer mais en plus de pouvoir travailler avec eux… […] Je suis ravi et effrayé à la fois de jouer le rôle parce qu'on se demande si on ne va pas être pire que l'original. Il faut trouver l'équilibre entre ce qui a été fait au départ tout en créant un nouvel aspect au film »,.
Sept ans après sa mise en chantier et trois ans après son tournage le remake live-action de La Petite Sirène sort en mai 2023. Aux États-Unis, cette réadaptation du classique animé de 1989 connaît un fort succès critique qui consacre le travail comme metteur en scène de Rob Marshall et l'interprétation de la chanteuse Halle Bailey dans le rôle principal. Le film affiche de très bonnes notes sur l'indicateur américain Rotten Tomatoes qui surpasse même celle du film d'origine. Le journal New York Times note les « bonnes intentions » de cette adaptation. Il se place même à la tête du box-office américain, devenant le 4e remake live-action Disney le plus rentable après La Belle et la Bête (2017), Le Roi lion et Aladdin (2019). En Europe, et particulièrement en France, les réactions concernant le long-métrage sont plus contrastées. Les critiques du public et de la presse étant pour la plupart négatives. Le film se révèle finalement être un succès en demi-teinte aussi bien aux États-Unis qu'à l'internationale malgré sa sortie sur Disney + dans certains pays hormis la France.

### Depuis 2023: Nouveaux horizons

#### Remake deGuy and Dolls
Après l'échec commercial et critique de son remake de La Petite Sirène pour les studios Disney, il brise son partenariat avec la compagnie de production audiovisuel et rejoint celle de TriStar. Cette dernière a acquis en 2019 les droits de la comédie musicale Guy and Dolls qui imposèrent Frank Sinatra et Marlon Brando comme symboles hollywoodien dans les années 1960. Rob Marshall est engagée pour coproduire et réaliser cette nouvelle adaptation.

## Vie privée
Rob Marshall est homosexuel, marié avec le producteur et chorégraphe John DeLuca avec qui il a réalisé sept longs-métrages. Il vit à New York et fait partie de la communauté LGBT de l'État américain.
Il compte, parmi ses amis proches, l'actrice Julie Andrews,,, le producteur Marc Platt, la chanteuse Lady Gaga ainsi que l'actrice Emily Blunt et son époux John Krasinski. C'est également un grand ami de l'actrice Meryl Streep qu'il a dirigée à deux reprises.
Il a déclaré ceci à propos de Lady Gaga : « Oui, je dois admettre que Lady Gaga a toujours attiré mon attention. Du fait, que c'est une personne qui sait vraiment chanter et qui, je pense, a un don pour la comédie et le cinéma. Je pense qu'elle a en elle, ce que je cherche. Elle fera un film musical à un moment donné dans sa carrière. Je sais qu'elle le fera et ce sera avec moi. ».

## Filmographie

### Réalisateur

#### Longs métrages
- 2002 : Chicago - également coproducteur et chorégraphe
- 2005 : Mémoires d'une geisha (Memoirs of a Geisha)
- 2009 : Nine - également coproducteur et chorégraphe
- 2011 : Pirates des Caraïbes : La Fontaine de Jouvence (Pirates of the Caribbean: On Stranger Tides)
- 2014 : Into the Woods : Promenons-nous dans les bois (Into the Woods) - également producteur et chorégraphe
- 2018 : Le Retour de Mary Poppins (Mary Poppins Returns) - également producteur, participation à l'intrigue et chorégraphe
- 2023 : La Petite Sirène (The Little Mermaid) - également producteur

#### Téléfilms
- 1999 : Annie - également producteur et chorégraphe
- 2006 : Tony Bennett : Un classique américain (Tony Bennet: An American Classic) - également producteur

### Chorégraphe
- 1995 : Victor/Victoria de Blake Edwards
- 1997 : La Légende de Cendrillon (Rodgers and Hammerstein's Cinderella) de Robert Iscove
- 1997 : Madame Mère Noël (Mrs Santa Claus) de Terry Hughes
- 2001 : Kennedy Center Honors - également producteur et réalisateur de la cérémonie

### Intervenant
- 2008 : Roman Polanski: Wanted and Desired
- 2012 : Tu crois que tu sais danser (So You Think You Can Dance)
- 2012 : Chantons sous la pluie : Une pluie pour une nouvelle génération (Singin' in the Rain: Raining on a New Generation)
- 2019 : Made in Hollywood
- 2020 : La La La

## Comédies musicales
| Titre                          | Année | Titre original                | Metteur en scène       | Rôle/Postes          |
| ------------------------------ | ----- | ----------------------------- | ---------------------- | -------------------- |
| A Chorus Line                  | 1979  | A Chorus Line : the Musical   | Michael Bennett        | Rôle inconnu         |
| Zorba le Grec                  | 1982  | Zorba the greek : the Musical | Michael Cacoyannis     | Monk (rôle)          |
| Cats                           | 1984  | Cats : the Musical            | Trevor Nunn            | Munkustrap (rôle)    |
| Le Baiser de la femme araignée | 1993  | Kiss of the Spoder Woman      | Harold Prince          | Chorégraphe          |
| Damn Yankees                   | 1994  | Damn Yankees : the Musical    | Jack O'Brien           | Chorégraphe          |
| Elle m'aime                    | 1994  | She Loves Me                  | Scott Ellis            | Chorégraphe          |
| Cabaret                        | 1998  | Cabaret                       | Lui-même et Sam Mendes | Chorégraphe          |
| Little Me                      | 1999  | Little Me                     | Lui-même               | Chorégraphe          |
| Seussical: The Musical         | 2000  | Seussical: The Musical        | Frank Galati           | Chorégraphe          |
| Victor Victoria                | 2000  | Victor/Victoria : the Musical | Blake Edwards          | Chorégraphe          |
| Les 100 Plus Grands Classiques | 2003  | The 100 Greatest Musicals     | Deepack Gattani        | Chorégraphe et caméo |

## Distinctions

### Récompenses
- Television Critics Association Award 2000 : meilleur film, mini-série ou téléfilm - Annie
- Primetime Emmy Award 2000 : meilleure réalisation pour une mini-série ou un téléfilm - Annie
- Directors Guild of America Award 2000 : meilleur réalisateur de programme de variétés ou musical- Annie
- Directors Guild of America Award 2002 : meilleure réalisation pour un film - Chicago
- National Board of Review 2002 : meilleur réalisateur - Chicago
- Emmy Award 2007 :
  - meilleure chorégraphie - Tony Bennet : un classique américain
  - meilleure réalisation pour une émission de variétés, comique ou musicale - Tony Bennet : un classique américain
  - meilleure émission spécial de variétés, musical ou comique - Tony Bennet : un classique américain

### Nominations
- Tony Award 1993 : meilleure chorégraphie pour Le Baiser de la femme-araignée
- Tony Award 1994 : meilleure chorégraphie pour Damn Yankees et She Loves Me
- Primetime Emmy Award 1996 : meilleure chorégraphie pour Madame Mère Noël
- Drama Desk 1997 : meilleure chorégraphie pour Cabaret
- Tony Award 1998 : meilleure chorégraphie  et meilleure mise en scène pour Cabaret (partager avec Sam Mendes)
- Primetime Emmy Award 2000 : meilleure réalisation pour un téléfilm pour Annie
- Directors Guild of America Award 2000 : meilleur réalisateur de programme de variétés ou musical pour Annie
- Online Film Critics Society Awards 2003 : meilleur réalisateur pour Chicago
- British Academy Film Award (Bafta) 2003 :meilleur réalisateur pour Chicago
- Phoenix Film Critics Society 2003 : meilleur réalisateur pour Chicago
- Golden Globes 2003 : meilleure réalisation pour Chicago
- Oscar du cinéma 2003 : meilleur réalisateur pour Chicago
- Satellite Award 2005 : meilleur réalisateur et meilleur film dramatique pour Mémoires d'une geisha
- Golden Globe 2009 : meilleur film musical ou de comédie pour Nine
- Critics' Choice Movie Award 2009 : meilleur film pour Nine
- Satellite Award 2009 : meilleur réalisateur pour Nine
- Golden Globe 2015 : meilleur film musical ou de comédie pour Into the Woods : Promenons-nous dans les bois
- Golden Globe 2018 : meilleur film musical ou de comédie pour Le Retour de Mary Poppins
- Kids' Choice Award 2019 : film préféré pour Le Retour de Mary Poppins

## Box-office
| Films                                          | Box-Office mondial | Box-office français |
| ---------------------------------------------- | ------------------ | ------------------- |
| Chicago                                        | 306 776 732 $      | 1 125 693 entrées   |
| Mémoires d'une Geisha                          | 162 242 962 $      | 793 733 entrées     |
| Nine                                           | 55 673 424 $       | 363 486 entrées     |
| Pirates des Caraïbes : La Fontaine de Jouvence | 1 045 713 802 $    | 4 586 893 entrées   |
| Into the Woods : Promenons-nous dans les bois  | 212 902 372 $      | 204 614 entrées     |
| Le Retour de Mary Poppins                      | 349 546 142 $      | 1 593 371 entrées   |
| La Petite sirène                               | 569 626 289 $      | 1 821 218 entrées   |